# Nicetas bathalis
Nicetas bathalis är en fjärilsart som beskrevs av William Schaus 1916. Nicetas bathalis ingår i släktet Nicetas och familjen nattflyn. Inga underarter finns listade i Catalogue of Life.